# Pacto Democrático por Cataluña
El Pacto Democrático para Cataluña (en catalán: Pacte Democràtic per Catalunya) fue una coalición electoral española de ámbito autonómico catalán que se presentó a las elecciones generales del 15 de junio de 1977 al Congreso. Fue inscrita oficialmente el 3 de mayo de 1977, y centraba su discurso en la necesidad de aprobar un Estatuto de autonomía para Cataluña. La integraban:
- Convergencia Democrática de Cataluña (CDC).
- Partit Socialista de Catalunya-Reagrupament (PSC-R).
- Izquierda Democrática de Cataluña (IDC).
- Frente Nacional de Cataluña (FNC).[3]
- Independientes.

Obtuvo 514 647 votos (16,68 % de los votos de Cataluña, 2,81 % de los votos de España) y 11 diputados, de los cuales 5 fueron para CDC, 4 de PSC-R y 2 de EDC. Su cabeza de lista era Jordi Pujol. Poco después de los comicios la coalición se rompió: el PSC-R se unió al PSOE y al PSC-C para formar el PSC, mientras CDC (en la que EDC se había integrado en 1978) se unía a Unión Democrática de Cataluña para formar CiU y el Front Nacional de Catalunya se fracturaría y entraría en crisis.
| Comicios | Cabeza de lista | Número de votos | % (Cataluña) | Escaños obtenidos (Cataluña) | Nota |
| -------- | --------------- | --------------- | ------------ | ---------------------------- | --- |
| 1977     | Jordi Pujol     | 514.647         | 16,88% (#4)  | 11/47                        | 5 diputados de Convergència Democràtica de Catalunya (CDC), 4 de Partit Socialista de Catalunya-Reagrupament (PSC-R) y 2 de Esquerra Democràtica de Catalunya (EDC). |